# NGC 5208
NGC 5208 is een lensvormig sterrenstelsel in het sterrenbeeld Maagd. Het hemelobject werd op 23 januari 1784 ontdekt door de Duits-Britse astronoom William Herschel.

## Synoniemen
- UGC 8519
- MCG 1-35-1
- ZWG 45.7
- NPM1G +07.0327
- PGC 47637